# 22 juillet dans les chemins de fer
22 juin 22 août
Chronologies thématiques
- Croisades
- Sports
- Disney

Cette page concerne les événements qui se sont déroulés un 22 juillet dans les chemins de fer.

## Événements

### XXesiècle
- 1906 : aux États-Unis, la dernière ligne de tramway à traction par câble à Chicago, la State Street Line, est fermée à cause de son remplacement par un tramway classique.
- 1959 : en Chine, dans le Liaoning, à Suizhong, le 12 Passenger Express Train from qui relie Shenyang à Pékin ont été endommagés par les inondations environnantes dans le Liaoning Suizhong et les roues submergées par les inondations. Sous la direction de la branche provisoire du parti, le train se retira vers les hauteurs. Trois jours et trois nuits plus tard, le train a perdu de la nourriture et de l'eau, et les stewards ont ramassé de la nourriture dans l'eau jusqu'à ce que les secouristes au sol la trouvent. Le 25 juillet, le train est retourné à Shenyang en toute sécurité. Au cours de ce processus, le train a non seulement protégé la vie de 612 passagers, mais a également permis de secourir plus de 350 personnes touchées le long de la route. Le 13 août, China Railway a décerné le titre de héros du train de voyageurs 12[1],[2].

## Naissances
- 1815 : Ernest Goüin, ingénieur polytechnicien, entrepreneur, industriel et philanthrope français († 24 mars 1885).